# Гренни Смит
Гре́нни Смит (англ. Granny Smith) — сорт яблони, созданный в 1868 году в Австралии. Название сорта переводится как «бабуля Смит»; было дано в честь Марии Энн Смит (англ. Maria Ann Smith, урождённой Шервуд (англ. Sherwood), род. в 1799 — ум. 1870).
Данный сорт имеет три русскоязычных синонима: «Грани Смит», «Гренни Смит» и «Гранни Смит».

## История выведения

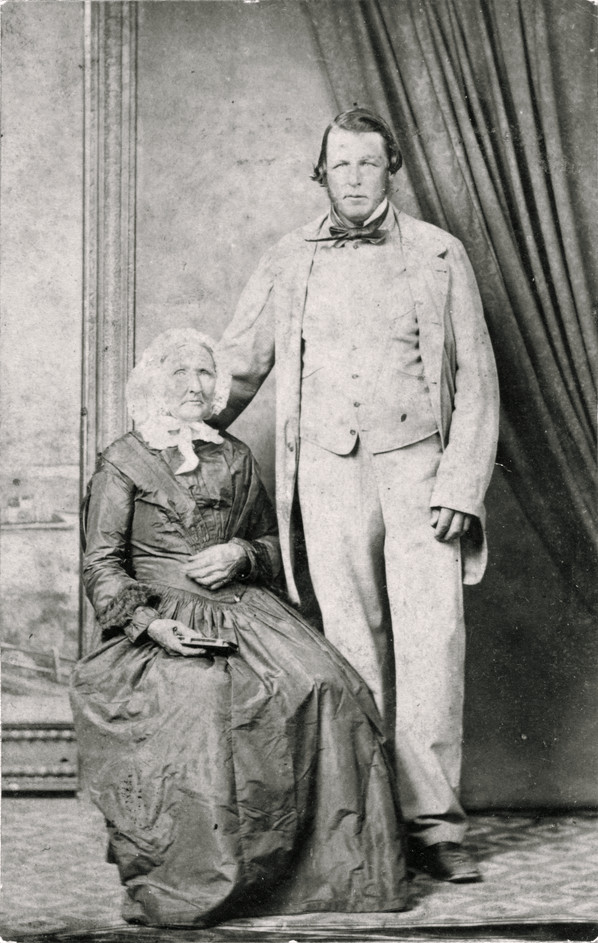
Мария Энн Смит (1799—1870)

Одна из легенд гласит, что яблоки этого сорта были получены Анной Марией Смит, жившей в Австралии пожилой женщиной. Увлекаясь селекцией, она скрестила привезённую из Франции яблоню-дичку с местной австралийской яблоней.
По другим источникам, единственное дерево этого сорта выросло в результате случайного переопыления в 1868 году. Яблоки отличались высокими товарными свойствами. Воспроизвести мутацию не удалось — «Гренни смит» размножаются только вегетативно.
Сначала сорт завоевал Новую Зеландию, а в 1930-е годы добрался до Великобритании.
В настоящее время входит в десятку самых выращиваемых и продаваемых сортов в США и в этом качестве является одним из самых популярных сортов яблок в мире.

## Характеристика
Плоды крупные, свыше 300 г, при недостатке тепла средние, округлые, овальные или усечённо-конические, зелёного или желтовато-зелёного цвета, на солнечной стороне с мутным красно-коричневым загаром. Мякоть зеленовато-белая, плотная, сочная.
Характерный кисло-сладкий вкус, твердая консистенция, относительно мало сахара, практически без аромата, недозрелые плоды пресные. Широко используются для приготовления пирогов и в салатах, так как, будучи разрезанными, долго не темнеют.

## В культуре
- Студия Apple Records, на которой записывалась группа The Beatles, в качестве логотипа[9] использовала яблоко сорта Granny Smith.
- Бабуля Смит (англ. Granny Smith) — персонаж мультсериала «Дружба — это чудо», земная пони, фермер, выращивающая яблоки. Она — бабушка одной из главных героинь, Эпплджек (англ. Applejack), а также её младшей сестры Эппл Блум (англ. Apple Bloom) и брата Большого Маки (англ. Big McIntosh)[10].